# Grand Prix d'été de saut à ski 1997
Le Grand Prix d'été de saut à ski 1997 est la deuxième édition du Grand Prix d'été de saut à ski organisé par la FIS, il fut remporté par le japonais Masahiko Harada.

## Classement général
| Place | Nom               | Pays      | Points |
| ----- | ----------------- | --------- | ------ |
| 1     | Masahiko Harada   | Japon     | 310    |
| 2     | Espen Bredesen    | Norvège   | 274    |
| 3     | Martin Hoellwarth | Autriche  | 246    |
| 4     | Takanobu Okabe    | Japon     | 227    |
| 5     | Kazuyoshi Funaki  | Japon     | 192    |
| 6     | Nicolas Dessum    | France    | 175    |
| 7     | Sturle Holseter   | Norvège   | 159    |
| 8     | Hansjörg Jäkle    | Allemagne | 156    |
| 9     | Ville Kantee      | Finlande  | 120    |
| 10    | Stefan Horngacher | Autriche  | 117    |

## Résultats
| Date         | Lieu         | Vainqueur       | Deuxième          | Troisième         |
| 14 août 1997 | Courchevel   | Masahiko Harada | Espen Bredesen    | Takanobu Okabe    |
| 17 août 1997 | Trondheim    | Takanobu Okabe  | Ville Kantee      | Espen Bredesen    |
| 24 août 1997 | Hinterzarten | Masahiko Harada | Martin Hoellwarth | Hideharu Miyahira |
| 27 août 1997 | Predazzo     | Masahiko Harada | Nicolas Dessum    | Sturle Holseter   |
| 31 août 1997 | Stams        | Espen Bredesen  | Martin Hoellwarth | Stefan Horngacher |